# Gerberhaus Alpirsbach
Das historische Gerberhaus  in Alpirsbach wurde im Jahr  1783 erbaut. Es ist ein denkmalgeschütztes Gebäude, das im Verzeichnis der unbeweglichen Bau- und Kunstdenkmale des Regierungsbezirks Karlsruhe eingetragen ist.

## Geschichte

Fassade des historischen Gerberhauses in Alpirsbach im Jahr 2013

Das historische Gerberhaus von 1783 in Alpirsbach im Kinzigtal, wo neben der Flößerei auch das Gerben zu den wichtigsten Einnahmequellen der Menschen vor der Industrialisierung des Ortes gehörte, wird im Jahr 1805 folgendermaßen beschrieben:
Ein Anbau an das Gebäude Nr. 135 (= Gerbergasse 20, heute Gerbergasse 18), worin oben eine Wohnung und unten eine Rotgerberwerkstatt, zwischen der Straß einer-, anderseits Andreas Köbelen Garten, stoßt vornen auf Hß. Jerg Faßnachts Bewohnung und hinten an Andreas Köbelens und Ludwig Weitbrechten Behausung. Dieses seye vorher eine Metzig gewesen, welche Sigmund Leibiger besessen, von Christoph Leibiger aber nachher zu einer Sattlerwerkstatt errichtet worden.
Im Jahr 1784 hatte nun Gabriel Köbele diesen Bau umgeändert, einen Anstoß an das Haus gemacht, oben ein Stüble und Kämmerle und unten eine Rotgerberwerkstatt eingerichtet, wozu er das Holz aus den Klosterwaldungen erhalten. Holzbericht 1784 fol. 42 b.
Inhaber Andreas Köbele, zuvor Gabriel Köbele.
Der Gebäudebesitzer war also wie fast alle Bürger Alpirsbachs, Rötenbachs und Reutins dazu berechtigt, Bauholz im Wert von zwei Dritteln des aktuellen Preises zu beziehen. Die Holzberichte des Klosteramts sind übrigens im Hauptstaatsarchiv Stuttgart erhalten geblieben und eine Fundgrube für Haus- und Familienforscher.
Im Türsturz des Hauseingangs sind neben dem Gerberzunftzeichen und der Jahreszahl 1783 die Buchstaben G und K zu lesen, die für Gabriel Köbele stehen. Die Differenz zwischen schriftlicher Überlieferung und Hausinschrift ist dadurch zu erklären, dass der Umbau des Gebäudes von 1783 bis 1784 dauerte.
Die Personalangaben stimmen mit den Einträgen in den Alpirsbacher Kirchenbüchern überein, die Oberstudienrat Georg Albrecht (1891–1976) mustergültig ausgewertet hat.
Beginnen wir mit dem Metzger Sigmund Leibiger (* 1713). Dieser hat sich 1746 mit Maria Margareta, einer Tochter des Schneiderzunftmeisters Johann Friedrich Wörner verheiratet. Ihrer Ehe wurden zehn Kinder geboren, von denen die Söhne Georg Jakob in Frankfurt, Gottlieb Heinrich aber in Brabant ansässig wurden.
Die Leibiger waren durch den seit dem Anfang des 18. Jh. aufblühenden Witticher Bergbau mit seinem Kloster Wittichen und Reinerzauer Bergbau auf Silber und Kobalt aus den „ausgeerzten“ Gruben in Sachsen (Erzgebirge) und Thüringen (Harz) angelockt worden und fanden als ausgewiesene Fachleute entsprechende Verwendung. Das bekannteste Beispiel sind eben die Leibiger.
Sigmunds Vater war Konrad Leibiger (1695–1744), Obersteiger auf der „Güte Gottes“ in Wittichen, die Mutter eine Tochter des Zimmermanns Friedrich Maser. „Er war bei seiner Heirat erst 21 Jahre alt, geboren in Neuenstadt, jetzt Neustädtel, bei Schneeberg, wo sein Vater, Alexander Leibiger, verbürgert war, später in Eckershausen, Fürstentum Eisenach. Neustädtel und Schneeberg sind ganz aus dem Bergbau erwachsene Städtchen, heute zusammengewachsen. Die Hauptgruben dort lieferten Kobalt und Silber, also ganz entsprechend wie Alpirsbach, Reinerzau und Wittichen. Sie liegen ganz nahe bei Aue, dem heute berühmten oder berüchtigten Abbau für Uranerz.“ (Georg Albrecht). Von den zwölf Kindern Konrads sind die meisten jung gestorben; nur Sigmund und Karl Friedrich (als Bäcker) konnten Familien gründen.
Christoph Friedrich Leibiger (1749–1794), der älteste Sohn Sigmunds, war Sattler geworden, und richtete seinem Beruf entsprechend eine Sattlerwerkstatt ein. Erdürfte genügend Abnehmer für seine Produkte gehabt haben, gab es damals doch noch genügend Pferde und Kühe in Alpirsbach und seinen (Kloster-)Amtsorten. Mit seiner Frau Elisabeth Barbara, einer Tochter des Torwarts Johann Christoph Schneider, hatte er sechs Kinder. Das Amt des Klostertorwarts ist seit der zweiten Hälfte des 16. Jh. bezeugt. 1619 starb der „Torhans“ Hans Schwenk, der über 40 Jahre im Klosteramt beschäftigt war. Seine Funktionen außer dem Öffnen und Schließen der beiden Tore (Oberes zwischen Oberamtei und Schalander, Unteres beim ehemaligen Krankenhaus) sind nicht bekannt. Er war ein Sohn des Klosterküfers Johann Friedrich Schneider (1722–1765). Dessen Vater Johann Schneider (1684–1771) war bereits Klosterküfer gewesen. Zur Erinnerung: der im Breisgau gewonnene Weinmost wurde in Alpirsbach ausgebaut. Was neben dem Besoldungswein für Amtsleute und Pfarrer übrig blieb, wurde verkauft.
Die Familie Köbele / Köbelin ist seit 1701 in Alpirsbach bezeugt. Damals heiratete der Rotgerber Gabriel Köbele (1666–1735) die Bäckerstochter Sabina Barbara Hetzel, die aber noch im selben Jahr mit 22 Jahren starb. Aus der zweiten Ehe mit der vermutlich in Nordweil / Breisgau geborenen Jakobina Mick ging u. a. der Sohn Matthias Köbele hervor, der als Rotgerber auch Steiger auf den Gruben Eberhard und Unverhofft Glück war und zuletzt als Amtsbote fungierte. 1707 geboren heiratete er 1735 Sophia Elisabeth, eine Tochter des Fürstenbergischen Bergmeisters Daniel Zobel aus Wittichen.
Ein Bruder des Matthias K. war Georg Jakob Köbele (1717–1777), ebenfalls Rotgerber und Gerichtsverwandter (= Gemeinderat). In dessen Ehe mit der Strumpfwirkerstochter Agnes Margareta Stortz (1721–1789) wurde 1758 der Sohn Gabriel Köbele geboren, der unverheiratet 1784 starb, also den Umbau nicht mehr genießen konnte. Sein Bruder Andreas übernahm dann das Anwesen (s. u.).
Die Nachbarn der beiden Köbeles waren Hannß Jerg Faßnacht, Andreas Köbele und Ludwig Weitbrecht. Johann Georg Faßnacht (1749–1789) war Weißgerber. Sein Vater stammte aus Reutlingen. Er selber hatte mit der Alpirsbacher Schmiedstochter Christina Maria Adrion (1753–1818) zwölf Kinder, die großenteils ihren Verdienst außerhalb fanden, so die Söhne Johann Christian und Gottlieb in der Schweiz.
Andreas Köbele (1762–1819) war zwei Mal verheiratet, zunächst mit Anna Maria Trautwein (1765–1805), nach deren Tod mit CordulaWössner, einer Tochter des Bauern Matthäus Wössner vom Dieboldsberg. Anna Maria entstammte einem weitverzweigten Schiltacher Geschlecht. Ihr Vater Johann Georg Trautwein  war Eisenfaktor und Rotgerber.
Johann Ludwig Weitbrecht (1740–1806), ein Sohn des Zollbereiters Johann Jakob Weitbrecht (1704–1778) war Schneider und hatte die Tochter Johanna Christina des Schneiderzunftmeisters Hans Friedrich Wörner geheiratet, die hochbetagt mit 81 Jahren 1819 starb. Sie war eine Schwester der Ehefrau des Sigmund Leibiger (s. o.).

## Neuere Geschichte
„Historisches Gebäude erstrahlt in neuem Glanz“ – So war im Nachrichtenblatt für die Stadt Alpirsbach Nr. 23. am 8. Juni 2012 zu lesen, nachdem die Stadt Alpirsbach das Gebäude zum Zwecke des Erhalts gekauft und dann mit der Auflage des Erhalts für einen Euro weiterverkauft hatte. Der Käufer Hartmut Knortz hat nach intensiven Arbeiten ein sehr altes, fast baufälliges Gebäude zu einem Schmuckstück verwandelt. Das Gebäude wird als Ferienhaus genutzt unter dem Namen „Historisches Gerberhäusle“ und somit auch weiter für die Allgemeinheit erhalten.
Das Gebäude wurde vom Landesamt für Denkmalpflege Baden-Württemberg als erhaltenswert eingestuft und bei Tag des offenen Denkmals 2012 für die Öffentlichkeit zur Besichtigung freigegeben.